# Pandemia de COVID-19 în Ungaria
Pandemia de coronavirus COVID-19 din Ungaria a fost confirmată prima dată la 4 martie 2020. Primul deces a fost anunțat la 15 martie 2020.
Existau, la 6 aprilie, 744 de cazuri confirmate, 67 cazuri de recuperare și 38 decese.
Din 30 martie, premierul Viktor Orban a numit comandanți militari la conducerea fiecărui spital din Ungaria.
| Cazuri confirmate în Ungaria              | 744   |
| Nr. recuperări                            | 67    |
| Nr. decese                                | 38    |
| În carantină                              | 14325 |
| Testări                                   | 22282 |
| Ultima actualizare: 6 aprilie 2020, 06:32 |       |

## Legături externe
- Local Situation – Ministry of Human Resources (Hungary)
- Ungaria a închis toate granițele din cauza pandemiei de COVID-19, mediafax.ro, 16 martie 2019